# Eric Drooker
Eric Drooker nasceu em 1958 em Nova Iorque (EUA) é cartunista, artista gráfico e esculturista politicamente identificado com a filosofia anarquista.

## Trabalhos notáveis
- Várias capas da revista The New Yorker
- Desenho da capa do grupo Rage Against the Machine.
- Livro Poemas Iluminados em parceria com Allen Ginsberg.

## Obras
- Flood! Uma novela em Desenhos. (1998) Dark Horse Comics. ISBN 1569718210
- Poemas Iluminados (com Allen Ginsberg). (1992) Four Walls Eight Windows. ISBN 1568580703
- Street Posters and Ballads of the Lower East Side. A Selection of Songs, Poems, and Graphics. (1998) Seven Stories Press. ISBN 1888363770
- Blood Song. A Silent Ballad. (2002) Harcourt, Brace, Jovanovich. ISBN 015600884X